# Nacho Barahona
Nacho Barahona, montador de cine y televisión español, acreditado con más de 225 capítulos de series de televisión, 14 cortometrajes, numerosos anuncios publicitarios, 3 documentales y 8 nominaciones.

## Biografía
Estudió Ingeniería Informática en la Universidad Politécnica de Madrid, en la que se licenció. Desarrolla labores como programador y analista de sistemas en proyectos de videojuegos, telecomunicaciones y banca. Atraído por el enorme desarrollo de las aplicaciones gráficas y cad, cambia de entorno y comienza a desarrollar su labor primero como grafista publicitario y luego como grafista en entornos multimedia, puestos interactivos y simuladores virtuales en colaboración con distintas universidades españolas.
En 1996 reorienta su trayectoria profesional hacia el montaje en entorno publicitario colaborando con importantes empresas como Molinare, Dalton's Digital Brothers, Videospot, Full Fiction, Escosura, Videoreport, Propaganda Moviebox, Viva Video, Alaska Producciones, Genlock videoproducciones, Exa, 101, Telson, Resonancia Madrid, Com 4 hd o Icónica.
En 1998 toma su primer contacto con la ficción televisiva a través de la productora Globomedia y en ella desarrolla su labor profesional como montador cinematográfico en algunas de las series de más éxito y prestigio del panorama nacional como 7 vidas, Javier ya no vive solo y Los Serrano, para Telecinco, o Compañeros y Policías, en el corazón de la calle, para Antena 3.
En 2004 firma con la productora Videomedia y colabora en los proyectos Lobos, para Antena 3, y Hospital Central, para Telecinco.
En diciembre de 2005 pasa a formar parte del equipo creador de la serie Los Simuladores, para Cuatro, desarrollando su labor de montador junto a la productora Sony Pictures Television International.

## Filmografía

### Televisión
| Año       | Serie                               | Televisión | Temporadas | Capítulos |
| --------- | ----------------------------------- | ---------- | ---------- | --------- |
| 1998-2000 | Compañeros                          | Antena 3   | 5          | 56        |
| 1999-1999 | 7 vidas                             | Telecinco  | 1          | 13        |
| 2000-2001 | Policías, en el corazón de la calle | Antena 3   | 5          | 55        |
| 2001-2003 | Javier ya no vive solo              | Telecinco  | 2          | 27        |
| 2003-2004 | Los Serrano                         | Telecinco  | 4          | 51        |
| 2004-2005 | Lobos                               | Antena 3   | 1          | 3         |
| 2005-2006 | Hospital Central                    | Telecinco  | 2          | 9         |
| 2006-2007 | Los Simuladores                     | Cuatro     | 1          | 11        |

### Cortometrajes
| Año  | Película                           | Director               |
| ---- | ---------------------------------- | ---------------------- |
| 2005 | Stand by                           | Hugo Stuven Casasnovas |
| 2003 | Perro                              | Manuel Feijóo          |
| 2001 | Hilo de melancolía                 | Hugo Stuven Casasnovas |
| 2001 | Calor de agosto                    | Ricardo Álvarez Solla  |
| 2001 | Cachito mío                        | Manuel Feijóo          |
| 2000 | Quieres jugar?                     | Arturo Iglesias        |
| 2000 | La foto                            | Ricardo Álvarez Solla  |
| 1999 | Sonidos en silencio                | Enrique Sotomayor      |
| 1999 | Tres locos                         | Pablo Romero           |
| 1999 | La última parada (lo peor de todo) | Ricardo Álvarez Solla  |
| 1998 | El sótano                          | Hugo Stuven Casasnovas |
| 1999 | Llamaba para despedirme            | Manuel Feijóo          |
| 1998 | perdón, perdón                     | Manuel Ríos San Martín |
| 1998 | Fiebre                             | Roberto Berrío         |